# Mieczysław Pożaryski

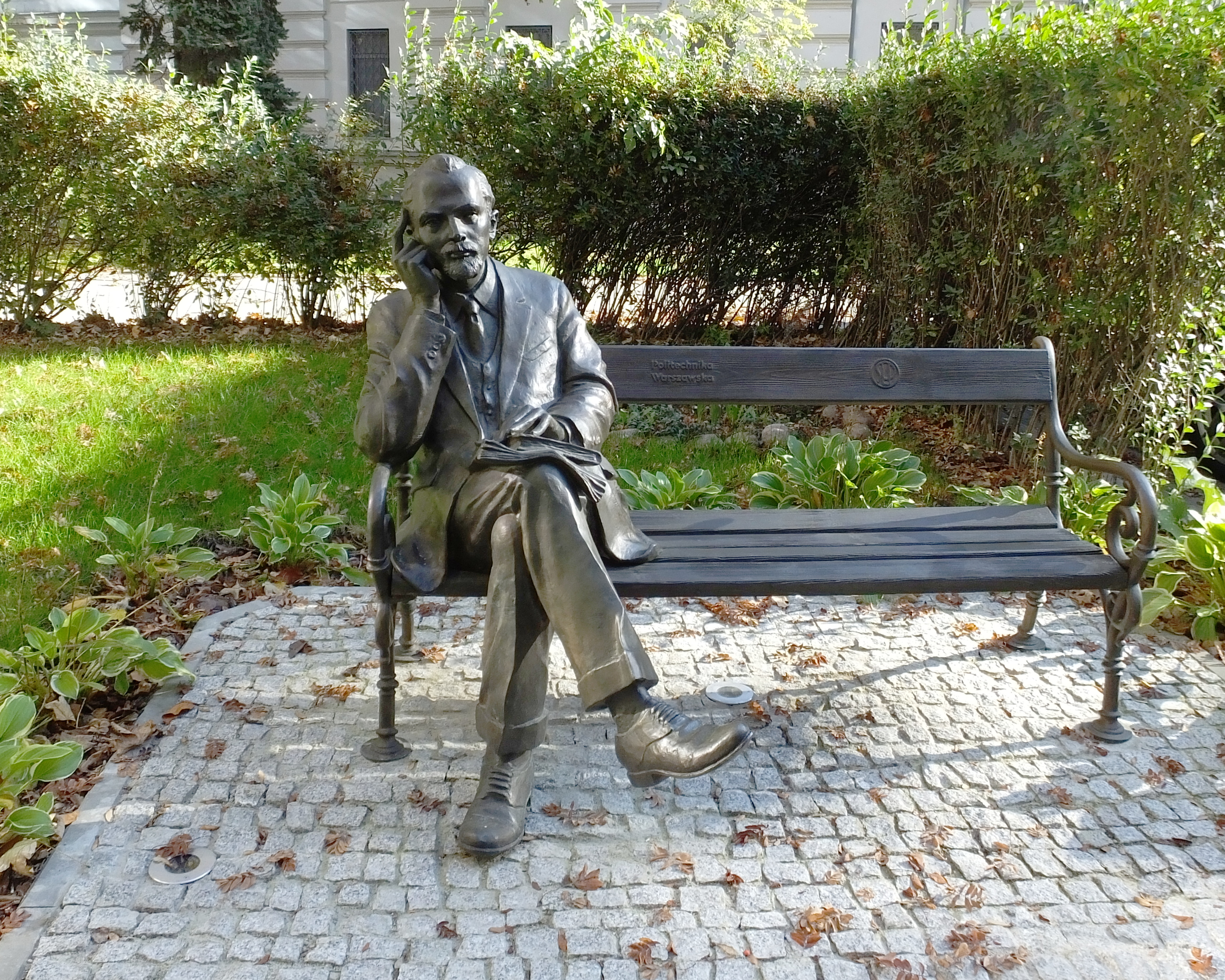
Pomnik Mieczysława Pożaryskiego (2019) na terenie Politechniki Warszawskiej

Mieczysław Pożaryski (ur. 1 października 1875 w Warszawie, zm. 22 kwietnia 1945 w Grodzisku Mazowieckim) – inżynier elektryk; profesor i wieloletni dziekan Wydziału Elektrycznego Politechniki Warszawskiej, współzałożyciel i wieloletni prezes Stowarzyszenia Elektryków Polskich.

## Życiorys
Urodził się w rodzinie Władysława, zesłańca politycznego na Syberię Zachodnią, gdzie przebywał w latach 1864–1872, i Leokadii ze Smolaków.

### Przed pierwszą wojną światową
Ukończył studia wyższe w Petersburgu jako inżynier technolog i w Darmstadt jako inżynier elektryk. Od 1899 przez przeszło ćwierć wieku wykładał elektrotechnikę i fizykę w Szkole im. Wawelberga i Rotwanda w Warszawie. Ta szkoła została założona w 1895 jako szkoła średnia mechaniczno-techniczna. Początkowo władze rosyjskie pozwalały na wykłady tylko w języku rosyjskim. Dopiero w 1906 pozwolili uczyć po polsku.
Inicjatywą Ogólnorosyjskiego Towarzystwa Popierania Przemysłu i Handlu, pod przewodnictwem inżyniera Kazimierza Obrębowicza, zostały wybudowane w latach 1899–1901 pierwsze gmachy dzisiejszej Politechniki Warszawskiej, w których funkcjonował Warszawski Instytut Politechniczny, z wykładowym językiem rosyjskim. Przedmioty elektrotechniczne były wykładane początkowo na wydziale mechanicznym w ramach kursu fizyki. Była również katedra elektrotechniki, prowadzona przez Grzegorza Wulfa, jego asystentem od 1902 był Mieczysław Pożaryski. W latach 1906–1913 był działaczem Towarzystwa Kultury Polskiej.
W latach 1906–1916 był wykładowcą Wydziału Technicznego Towarzystwa Kursów Naukowych w Warszawie, gdzie wykładał zarys elektrotechniki i teoretyczne podstawy elektrotechniki w ramach Kursów Politechnicznych (1906–1908) oraz elektrotechnikę w ramach Kursów Wieczornych dla Techników (1909–1916), a także teoretyczne podstawy elektrotechniki na Wykładach dla Inżynierów (1913).
Profesor Pożaryski wraz z inżynierem Ksawerym Gnoińskim reprezentował polskie organizacje na kongresie założycielskim Fédération Internationale Des Ingénieurs-Conseils w Gandawie w 1913.

### Druga Rzeczpospolita
Po zajęciu Warszawy przez Niemców uzyskano zgodę na inaugurację działalności polskiej Politechniki, co nastąpiło w listopadzie 1915. Mieczysław Pożaryski był w gronie organizatorów tej uczelni. W 1920 jako ochotnik wziął udział w wojnie polsko-bolszewickiej. Po odzyskaniu niepodległości szybko Politechnika się rozwinęła. Wydział Budowy Maszyn i Elektrotechniki został podzielony 15 czerwca 1921. W ten sposób powstał Wydział Elektrotechniczny, który później, w 1924, zmienił nazwę na Elektryczny. Mieczysław Pożaryski zostaje dziekanem Wydziału i pełni tę funkcję przez wiele kadencji w latach: 1921–1925, 1934–1936 oraz 1937–1939. Równocześnie nadal wykładał w szkole Wawelberga i Rotwanda, teraz podniesionej do rangi Państwowej Wyższej Szkoły Budowy Maszyn i Elektrotechniki.
Na zjeździe elektryków w dniach 7–9 czerwca 1919 w Warszawie zapadła uchwała o utworzeniuStowarzyszenia Elektrotechników Polskich przekształconego w 10 lat później w Stowarzyszenie Elektryków Polskich. Pierwszym Prezesem został wybrany profesor Mieczysław Pożaryski. W skład pierwszego Zarządu weszli także: Kazimierz Drewnowski, Ksawery Gnoiński, Roman Podoski, Kazimierz Szpotański, Józef Tomicki, Gabriel Michał Sokolnicki i Kazimierz Bieliński. Pożaryski przez wiele lat pełnił funkcję Prezesa SEP-u.
Był prezesem zarządu Stowarzyszenia Radiotechników Polskich. W 1933 został członkiem Tymczasowego Komitetu Doradczo-Naukowego.

### Okupacja niemiecka
Niemcy zamknęli wszystkie szkoły powyżej ósmej klasy. Uczenie młodzieży odbywało się na tzw. tajnych kompletach w prywatnych domach. Prof. Pożaryski uczył fizyki na kompletach liceum w Grodzisku Mazowieckim, gdzie miał swój dom.
Jednak z powodu przedłużenia się wojny Generalne Gubernatorstwo odczuło potrzebę wykształcenia techników dla pracy w przemyśle niemieckim. W 1942 pozwolono na otwarcie Państwowej Wyższej Szkoły Technicznej w Warszawie (1941–1944), utworzonej na bazie Politechniki Warszawskiej. Rektorem uczelni był niemiecki profesor Gütinger, kierownikiem Wydziału Elektrycznego został prof. Mieczysław Pożaryski, a wykładowcami byli m.in. profesorowie: Pogorzelski, Wolfke, Podoski, Iwaszkiewicz, Stefanowski. Pod płaszczykiem szkoły dla techników, prowadzono tajnie pełne wykłady politechniki.
Po wkroczeniu do Warszawy wojsk sowieckich pierwszy na gruzach Wydziału zjawił się prof. Pożaryski i od razu 12 kwietnia 1945 zwołał Radę Wydziału. Niestety, na następnym posiedzeniu w dniu 22 kwietnia nie był już obecny. Jego organizm wyczerpany pracą w okresie okupacji nie wytrzymał ciężkich warunków w zburzonej Warszawie i właśnie tego dnia zmarł w swoim domu w Grodzisku Mazowieckim, pochowany na cmentarzu Powązkowskim w Warszawie (kwatera 142-5-27).

### Życie prywatne
W 1901 ożenił się z Wandą z Grzegorzewskich (1872–1950). Ich czwartym, najmłodszym dzieckiem był Władysław.

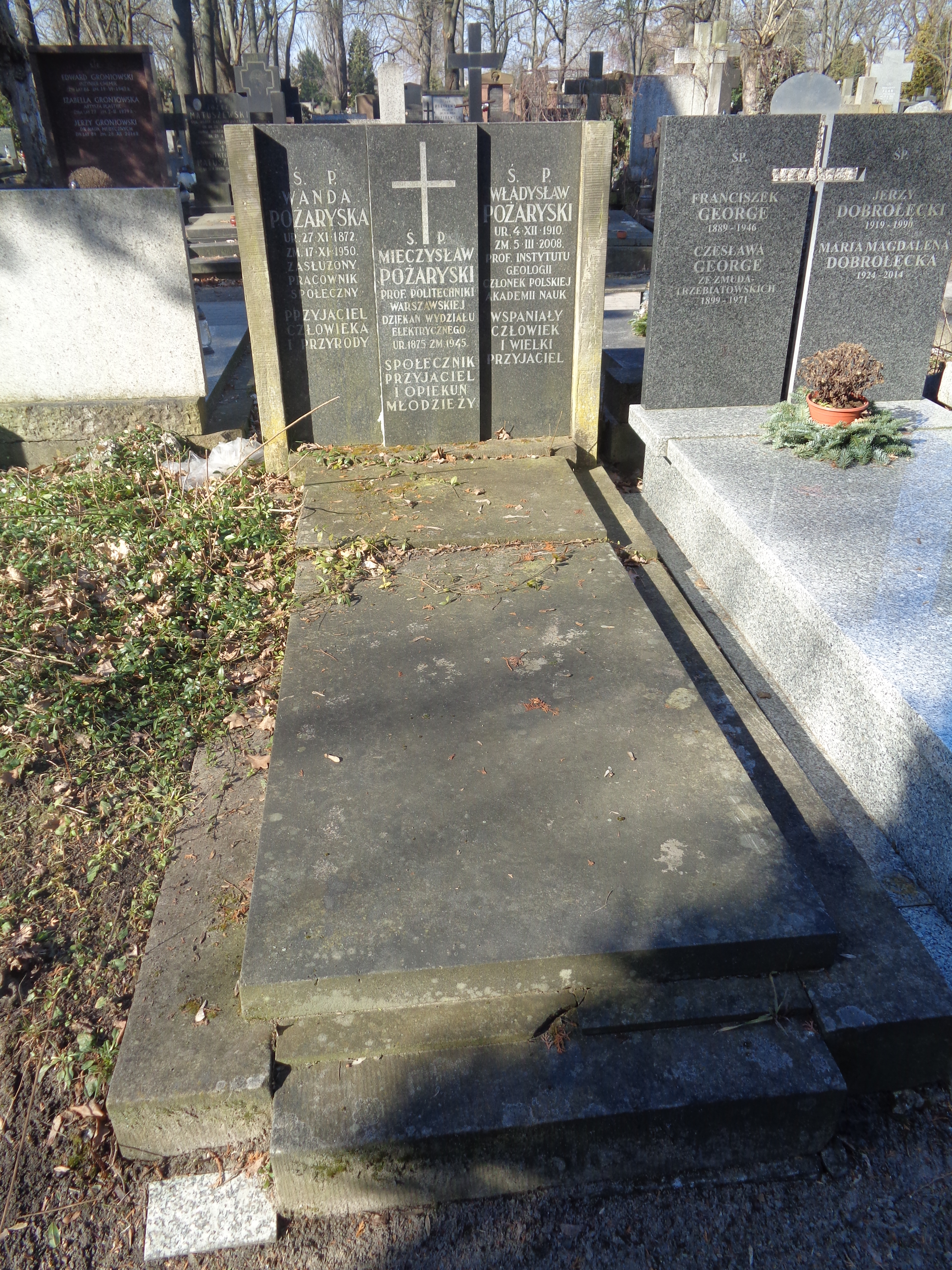
Nagrobek Mieczysława Pożaryskiego na cmentarzu Powązkowskim w Warszawie

## Prace twórcze
Prof. M. Pożaryski w swoich wykładach podkreślał głównie fizyczne strony podstaw elektrotechniki. Był autorem wielu podręczników i książek na poziomie średnim. Książki te cenione były również przez studentów politechniki, właśnie ze względu na wyjaśnienia fizyczne uzupełniające „suche” metody matematyczne.
Wśród książek, które napisał, są:
- Krótkie wskazówki z elektrotechniki dla techników, 1903
- Magnetyzm i elektryczność, 1909
- Podstawy naukowe elektrotechniki łącznie z zasadami pomiarów, 1915
- Naukowe podstawy elektrotechniki, 1927
- Teoria prądów szybkozmiennych, 1931, Warszawa: Komisja Wydawnicza Tow. Bratniej Pomocy Studentów Politechniki Warszawskiej
- Przystępna elektrotechnika prądów silnych (współautor Gustaw Hensel), Wydawnictwo Księgarni J. Lisowskiej, Warszawa, 1921
- Maszyny elektryczne i prostowniki: Zarys budowy i działania, 1927

## Ordery
- Krzyż Komandorski Orderu Odrodzenia Polski (11 listopada 1936)[17]

## Upamiętnienie
- Jego imię nadano Technikum Elektrotechnicznemu w Żychlinie (1961)[3].
- Od 24 listopada 1961 ulica w Warszawie, na terenie obecnej dzielnicy Wawer, nosi nazwę ulicy Mieczysława Pożaryskiego[18].
- Od 1975 przyznawany jest Medal imienia profesora Mieczysława Pożaryskiego ustanowiony uchwałą XX Walnego Zjazdu Delegatów Stowarzyszenia Elektryków Polskich[19].
- Od 1975 SEP organizuje coroczny konkurs imienia Mieczysława Pożaryskiego na najlepsze artykuły publikowane w czasopismach SEP[3].
- Tablice pamiątkowe poświęcone prof. Mieczysławowi Pożaryskiemu są umieszczone w Gmachu Elektrotechniki PW i w Instytucie w Międzylesiu[3].
- Na stulecie SEP, w czerwcu 2019, odsłonięto pomnik – ławeczkę P. (autorstwa prof. Mariana Molendy) koło wydziału elektrycznego PW[3].